# Yoshida Maya
Yoshida Maya (吉田 麻也 (Cát-Điền Ma-Dã) sinh ngày 24 tháng 8 năm 1988) là một cầu thủ bóng đá chuyên nghiệp người Nhật Bản hiện đang thi đấu ở vị trí trung vệ và là đội trưởng của câu lạc bộ Major League Soccer LA Galaxy.

## Sự nghiệp câu lạc bộ

### Schalke 04
Vào ngày 5 tháng 7 năm 2022, anh được ra mắt với tư cách là một cầu thủ mới của Schalke 04, ký hợp đồng một năm kéo dài đến ngày 30 tháng 6, với tùy chọn gia hạn trong hợp đồng của anh.

### LA Galaxy
Vào ngày 3 tháng 8 năm 2023, Yoshida ký hợp đồng với câu lạc bộ Major League Soccer của Mỹ LA Galaxy cho đến hết mùa giải 2024.

## Sự nghiệp quốc tế

### Sự nghiệp cấp cao
Yoshida Maya thi đấu cho đội tuyển bóng đá quốc gia Nhật Bản từ năm 2010.

## Đời tư

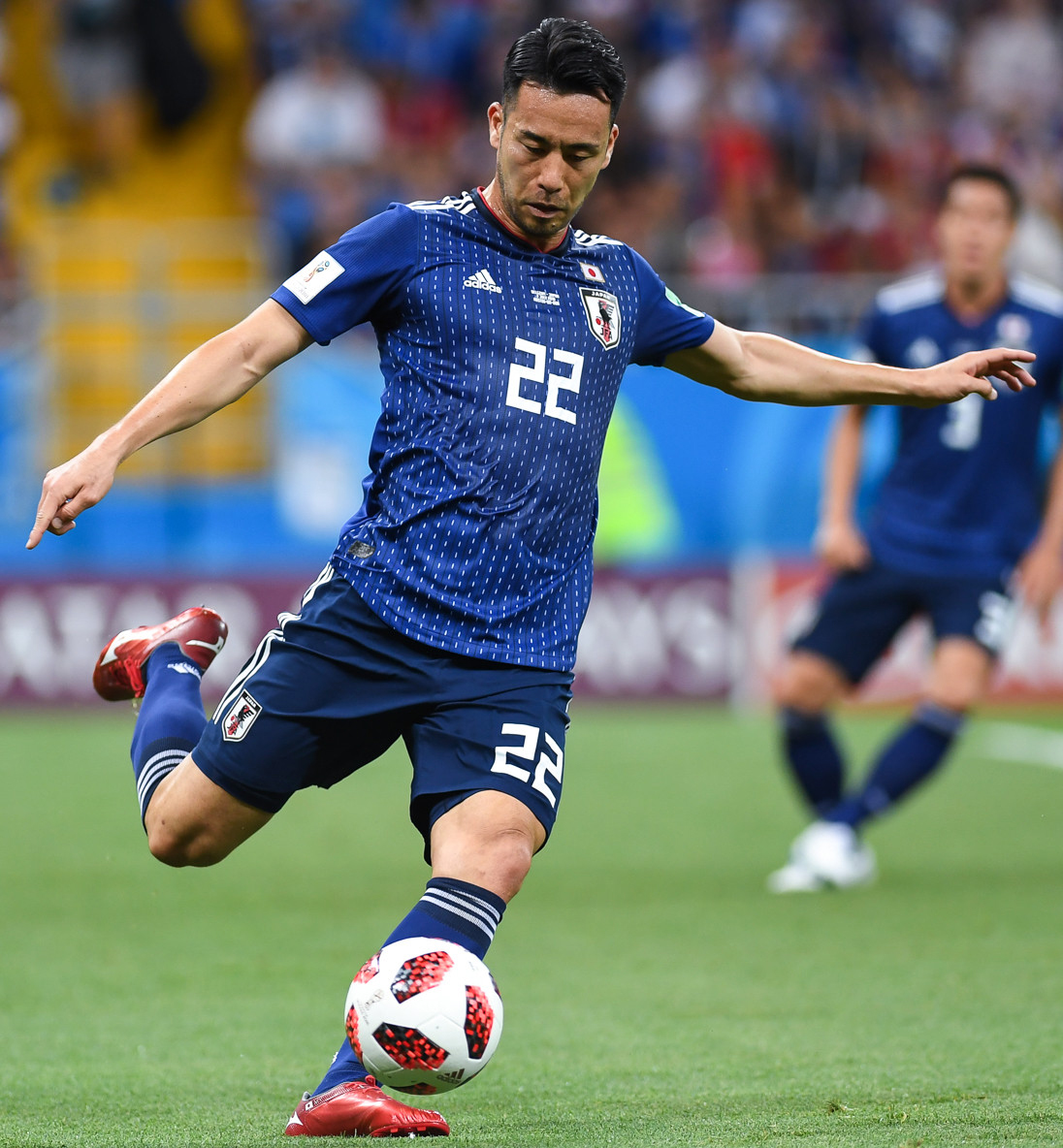
Yoshida thi đấu cho Nhật Bản trong trận đấu với Bỉ ở vòng 1/8 FIFA World Cup 2018.

## Thống kê sự nghiệp

### Câu lạc bộ
Tính đến 7 tháng 12 năm 2024
| Câu lạc bộ          | Mùa giải            | Giải đấu             | Giải đấu | Giải đấu | Cúp quốc gia | Cúp quốc gia | Cúp liên đoàn | Cúp liên đoàn | Châu lục | Châu lục | Khác | Khác | Tổng cộng | Tổng cộng |
| Câu lạc bộ          | Mùa giải            | Hạng                 | Trận     | Bàn      | Trận         | Bàn          | Trận          | Bàn           | Trận     | Bàn      | Trận | Bàn  | Trận      | Bàn       |
| ------------------- | ------------------- | -------------------- | -------- | -------- | ------------ | ------------ | ------------- | ------------- | -------- | -------- | ---- | ---- | --------- | --------- |
| Nagoya Grampus      | 2007                | J. League Division 1 | 19       | 0        | 2            | 1            | 3             | 0             | —        | —        | —    | —    | 24        | 1         |
| Nagoya Grampus      | 2008                | J. League Division 1 | 22       | 1        | 3            | 1            | 4             | 0             | —        | —        | —    | —    | 29        | 2         |
| Nagoya Grampus      | 2009                | J. League Division 1 | 30       | 4        | 6            | 1            | 1             | 1             | 11       | 2        | —    | —    | 48        | 8         |
| Nagoya Grampus      | Tổng cộng           | Tổng cộng            | 71       | 5        | 11           | 3            | 8             | 1             | 11       | 2        | —    | —    | 101       | 11        |
| VVV-Venlo           | 2009–10             | Eredivisie           | 0        | 0        | —            | —            | —             | —             | —        | —        | —    | —    | 0         | 0         |
| VVV-Venlo           | 2010–11             | Eredivisie           | 20       | 0        | —            | —            | —             | —             | —        | —        | 4    | 0    | 24        | 0         |
| VVV-Venlo           | 2011–12             | Eredivisie           | 32       | 5        | 1            | 0            | —             | —             | —        | —        | 4    | 0    | 37        | 5         |
| VVV-Venlo           | 2012–13             | Eredivisie           | 2        | 0        | —            | —            | —             | —             | —        | —        | —    | —    | 2         | 0         |
| VVV-Venlo           | Tổng cộng           | Tổng cộng            | 54       | 5        | 1            | 0            | —             | —             | —        | —        | 8    | 0    | 63        | 5         |
| Southampton         | 2012–13             | Premier League       | 32       | 0        | 1            | 0            | 1             | 0             | —        | —        | —    | —    | 34        | 0         |
| Southampton         | 2013-14             | Premier League       | 8        | 1        | 3            | 0            | 3             | 1             | —        | —        | —    | —    | 14        | 2         |
| Southampton         | 2014-15             | Premier League       | 22       | 1        | —            | —            | 1             | 0             | —        | —        | —    | —    | 23        | 1         |
| Southampton         | 2015-16             | Premier League       | 20       | 1        | 1            | 0            | 2             | 1             | 4        | 0        | —    | —    | 27        | 2         |
| Southampton         | 2016-17             | Premier League       | 23       | 1        | 2            | 1            | 6             | 0             | 6        | 0        | —    | —    | 37        | 2         |
| Southampton         | 2017-18             | Premier League       | 24       | 2        | 3            | 0            | 1             | 0             | —        | —        | —    | —    | 28        | 2         |
| Southampton         | 2018-19             | Premier League       | 17       | 0        | 0            | 0            | 3             | 0             | —        | —        | —    | —    | 20        | 0         |
| Southampton         | 2019–20             | Premier League       | 8        | 0        | 1            | 0            | 2             | 0             | —        | —        | —    | —    | 11        | 0         |
| Southampton         | Tổng cộng           | Tổng cộng            | 154      | 6        | 11           | 1            | 19            | 2             | 10       | 0        | —    | —    | 194       | 9         |
| Sampdoria (mượn)    | 2019–20             | Serie A              | 14       | 0        | 0            | 0            | —             | —             | —        | —        | —    | —    | 14        | 0         |
| Sampdoria           | 2020–21             | Serie A              | 32       | 1        | 2            | 0            | —             | —             | —        | —        | —    | —    | 34        | 1         |
| Sampdoria           | 2021–22             | Serie A              | 26       | 2        | 0            | 0            | —             | —             | —        | —        | —    | —    | 26        | 2         |
| Sampdoria           | Tổng cộng           | Tổng cộng            | 72       | 3        | 2            | 0            | —             | —             | —        | —        | —    | —    | 74        | 3         |
| Schalke 04          | 2022–23             | Bundesliga           | 29       | 0        | 2            | 0            | —             | —             | —        | —        | —    | —    | 31        | 0         |
| LA Galaxy           | 2023                | Major League Soccer  | 12       | 1        | —            | —            | —             | —             | —        | —        | —    | —    | 12        | 1         |
| LA Galaxy           | 2024                | Major League Soccer  | 34       | 2        | —            | —            | —             | —             | —        | —        | 7    | 0    | 41        | 2         |
| LA Galaxy           | Tổng cộng           | Tổng cộng            | 46       | 3        | —            | —            | —             | —             | —        | —        | 7    | 0    | 53        | 3         |
| Tổng cộng sự nghiệp | Tổng cộng sự nghiệp | Tổng cộng sự nghiệp  | 426      | 22       | 27           | 4            | 27            | 3             | 21       | 2        | 15   | 0    | 516       | 31        |

1. ↑  Bao gồm Cúp Hoàng đế Nhật Bản, Cúp KNVB, Cúp FA và Coppa Italia.
2. ↑  Bao gồm J. League Cup và Cúp EFL.
3. ↑  Số trận ra sân tại AFC Champions League.
4. 1 2  Số trận ra sân tại Play-off Eredivisie
5. 1 2  Số trận ra sân tại UEFA Europa League.

### Quốc tế
Tính đến 5 tháng 12 năm 2022
| Nhật Bản  | Nhật Bản | Nhật Bản  |
| Năm       | Số trận  | Bàn thắng |
| --------- | -------- | --------- |
| 2010      | 1        | 0         |
| 2011      | 12       | 2         |
| 2012      | 9        | 0         |
| 2013      | 15       | 0         |
| 2014      | 11       | 1         |
| 2015      | 13       | 3         |
| 2016      | 10       | 3         |
| 2017      | 9        | 1         |
| 2018      | 8        | 0         |
| 2019      | 12       | 1         |
| 2020      | 4        | 0         |
| 2021      | 7        | 0         |
| 2022      | 15       | 1         |
| Tổng cộng | 126      | 12        |

### Bàn thắng quốc tế
Tính đến trận đấu diễn ra ngày 29 tháng 3 năm 2022. Tỉ số Nhật Bản liệt kê đầu tiên, cột tỉ số biểu thị tỉ số sau mỗi bàn thắng của Yoshida.
| #  | Ngày                 | Địa điểm                                     | Số trận | Đối thủ           | Tỉ số | Kết quả | Giải đấu                 |
| -- | -------------------- | -------------------------------------------- | ------- | ----------------- | ----- | ------- | ------------------------ |
| 1  | 9 tháng 1 năm 2011   | Sân vận động Suheim bin Hamad, Doha, Qatar   | 2       | Jordan            | 1–1   | 1–1     | Asian Cup 2011           |
| 2  | 2 tháng 9 năm 2011   | Sân vận động Saitama 2002, Saitama, Nhật Bản | 9       | CHDCND Triều Tiên | 1–0   | 1–0     | Vòng loại World Cup 2014 |
| 3  | 14 tháng 11 năm 2014 | Sân vận động Toyota, Toyota, Nhật Bản        | 47      | Honduras          | 1–0   | 6–0     | Giao hữu                 |
| 4  | 12 tháng 1 năm 2015  | Sân vận động Newcastle, Newcastle, Úc        | 49      | Palestine         | 4–0   | 4–0     | Asian Cup 2015           |
| 5  | 3 tháng 9 năm 2015   | Sân vận động Saitama 2002, Saitama, Nhật Bản | 56      | Campuchia         | 2–0   | 3–0     | Vòng loại World Cup 2018 |
| 6  | 12 tháng 11 năm 2015 | Sân vận động Quốc gia, Kallang, Singapore    | 60      | Singapore         | 3–0   | 3–0     | Vòng loại World Cup 2018 |
| 7  | 24 tháng 3 năm 2016  | Sân vận động Saitama 2002, Saitama, Nhật Bản | 62      | Afghanistan       | 3–0   | 5–0     | Vòng loại World Cup 2018 |
| 8  | 3 tháng 6 năm 2016   | Sân vận động Toyota, Toyota, Nhật Bản        | 64      | Bulgaria          | 4–0   | 7–2     | Cúp Kirin 2016           |
| 9  | 3 tháng 6 năm 2016   | Sân vận động Toyota, Toyota, Nhật Bản        | 64      | Bulgaria          | 5–0   | 7–2     | Cúp Kirin 2016           |
| 10 | 28 tháng 3 năm 2017  | Sân vận động Saitama 2002, Saitama, Nhật Bản | 73      | Thái Lan          | 4–0   | 4–0     | Vòng loại World Cup 2018 |
| 11 | 10 tháng 10 năm 2019 | Sân vận động Saitama 2002, Saitama, Nhật Bản | 98      | Mông Cổ           | 2–0   | 6–0     | Vòng loại World Cup 2022 |
| 12 | 29 tháng 3 năm 2022  | Sân vận động Saitama 2002, Saitama, Nhật Bản | 115     | Việt Nam          | 1–1   | 1–1     | Vòng loại World Cup 2022 |

## Danh hiệu
Southampton
- Cúp liên đoàn bóng đá Anh Á quân: 2016–17[18]

Nhật Bản
- Cúp bóng đá châu Á: 2011, Á quân: 2019